# Zeugophora camerunica
Zeugophora camerunica es una especie de coleóptero de la familia Megalopodidae.

## Distribución geográfica
Habita en Camerún.